# Łaskarzew-Osada (gmina)
Łaskarzew-Osada (od 1969 miasto Łaskarzew) – dawna gmina wiejska istniejąca w latach 1927–1954 roku w woj. lubelskim/warszawskim. Siedzibą władz gminy był Łaskarzew.
Gminę Łaskarzew-Osada utworzono 1 kwietnia 1927 roku w powiecie garwolińskim w woj. lubelskim po wyłączeniu z gminy Łaskarzew osady Łaskarzew i przekształceniu ją w samoistną gminę wiejską. 1 kwietnia 1939 roku gminę wraz z całym powiatem garwolińskim przyłączono do woj. warszawskiego.
Po wojnie gmina zachowała przynależność administracyjną. Według stanu z 1 lipca 1952 roku gmina nie była podzielona na gromady. 
Jednostkę zniesiono 29 września 1954 roku wraz z reformą wprowadzającą gromady w miejsce gmin. 1 stycznia 1969 gromadzie Łaskarzew nadano prawa miejskie. Po reaktywowaniu gmin z dniem 1 stycznia 1973 roku miasto Łaskarzew zachowało odrębność od otaczającej je wiejskiej gminy Łaskarzew i tak pozostało aż do dzisiaj.